# Završje (Bresztovác)
Završje (1981-ig Završje Požeško) falu Horvátországban Pozsega-Szlavónia megyében. Közigazgatásilag Bresztováchoz tartozik.

## Fekvése
Pozsegától 3 km-re nyugatra, községközpontjától 3 km-re keletre, Szlavónia középső részén, a Pozsegai-hegység északi lábánál, a Pozsegát Pakráccal összekötő 38-as számú főút mentén fekszik.

## Története
A történeti források alapján a település már a középkorban is létezett, első írásos említése 1302-ben „Terra Zaworsya” néven történt. A török uralom idején horvát katolikusok lakták, akik túlélték a török elleni felszabadító harcokat is. A 18. század elejétől 1730-ig 10 ház állt a településen, mely ezután elnéptelenedett. Majdnem 200 évig a bresztováci uradalom egyik majorja volt. Nagy Lajos 1829-ben kiadott művében „Zaversse” néven 1 házzal és 4 lakossal a praediumok között találjuk. Lakói mezőgazdasági munkások voltak. 1857-ben lakosságát még a szomszédos Novo Selohoz számították. 1869-ben 32, 1910-ben 39 lakosa volt. 1910-ben a népszámlálás adatai szerint lakosságának 64%-a magyar, 28%-a horvát, 8%-a cseh anyanyelvű volt. Pozsega vármegye Pozsegai járásának része volt. Utolsó tulajdonosa a Reiner család 1912/13-ban kezdte meg az itteni birtok felparcellázását. Az így kialakított telkeket a földművesek között értékesítette. A település mai lakói az ő leszármazottaik. Az első világháború után 1918-ban az új szerb-horvát-szlovén állam, majd később (1929-ben) Jugoszlávia része lett. 1963-ban kapott elektromos áramot. 1991-ben lakosságának 84%-a horvát, 10%-a szerb nemzetiségű volt. 2011-ben 323 lakosa volt.

## Lakossága
| Lakosság változása | Lakosság változása | Lakosság változása | Lakosság változása | Lakosság változása | Lakosság változása | Lakosság változása | Lakosság változása | Lakosság változása | Lakosság változása | Lakosság változása | Lakosság változása | Lakosság változása | Lakosság változása | Lakosság változása | Lakosság változása |
| ------------------ | ------------------ | ------------------ | ------------------ | ------------------ | ------------------ | ------------------ | ------------------ | ------------------ | ------------------ | ------------------ | ------------------ | ------------------ | ------------------ | ------------------ | ------------------ |
| 1857               | 1869               | 1880               | 1890               | 1900               | 1910               | 1921               | 1931               | 1948               | 1953               | 1961               | 1971               | 1981               | 1991               | 2001               | 2011               |
| 0                  | 32                 | 37                 | 83                 | 51                 | 39                 | 48                 | 112                | 101                | 95                 | 94                 | 109                | 175                | 256                | 318                | 323                |

(1857-ben lakosságát Novo Selohoz számították.)